# Vaccinium tenax
Vaccinium tenax är en ljungväxtart som beskrevs av G.C.G. Argentina. Vaccinium tenax ingår i Blåbärssläktet, och familjen ljungväxter. Inga underarter finns listade i Catalogue of Life.